# برزن (استان کرجالی)
برزن (به بلغاری: Brezen) یک منطقهٔ مسکونی در بلغارستان است که در شهرستان آردینو واقع شده‌است.
 برزن ۷٫۲۱ کیلومتر مربع مساحت و ۲۴۳ نفر جمعیت دارد.